# George Meade
George Gordon Meade (Cádis, 31 de dezembro de 1815 – Filadélfia, 6 de novembro de 1872) foi um general e oficial de carreira no Exército dos Estados Unidos e na vida civil um engenheiro de obras de porte, principalmente faróis. Ele se destacou militarmente nas Guerras Seminoles e na Guerra do México. Durante a Guerra de Secessão ele serviu no Exército da União como General, passando do comando de uma brigada para a do Exército do Potomac. Ele é melhor conhecido por ter derrotado as tropas confederadas lideradas pelo general Robert E. Lee na Batalha de Gettysburg em 1863.
De 1864–65, Meade ficou no comando do Exército do Potomac em várias campanhas: a Campanha Overland, a Campanha Richmond-Petersburg e a Campanha de Appomattox, agindo sob a supervisão direta do comandante-em-chefe Ulysses S. Grant.

## Biografia
Nascido em Cádis, Espanha, foi o oitavo de onze filhos de Richard Worsam Meade e Margaret Coats Butler Meade. Seu irmão, Richard Worsam Meade II, se tornaria um oficial da Marinha. Seu pai, um próspero comerciante da Filadélfia, atuou na Espanha como agente naval do governo americano. E foi à ruína ao apoiar a Espanha durante as Guerras Napoleônicas. Ele morreu em 1828, quando Meade era ainda adolescente. A família retornou aos EUA, seis meses depois do falecimento do pai, em precárias condições financeiras.
O jovem George foi aceito na Instituição Mount Hope de Baltimore, Maryland e entrou para a Academia de West Point em 1831. Ele graduou-se em 1835. Durante um ano ele serviu numa unidade de Artilharia da Flórida, lutando contra os índios Seminoles até dar baixa do exército. Ele então trabalhou como engenheiro civil em ferrovias do Alabama, Geórgia e Flórida e também para o Departamento de Guerra dos EUA. Em 31 de dezembro de 1840 ocorreu o seu casamento com Margaretta Sergeant, filha do político John Sergeant que participou da disputa de Henry Clay na campanha presidencial de 1832. O casal teve sete filhos. Meade então reingressou no exército em 1842, como segundo-tenente no Corpo de Engenheiros Topógrafos dos Estados Unidos.
Meade serviu na Guerra contra o México, participando dos comandos dos generais Zachary Taylor, William J. Worth e Robert Patterson. Foi promovido para primeiro-tenente pela sua conduta na Batalha de Monterrey. Depois da guerra ele construiu faróis e barragens na Flórida e Nova Jersey. Ele planejou o Farol da Ilha de Long Beach, o Absecon Light em Atlantic City, Cape May Light em Cape May, Jupiter Inlet Light em Jupiter, Flórida e o Sombrero Key Light em Florida Keys. Ele também projetou a lâmpada hidráulica que foi adotada pela Lighthouse Board para os faróis americanos. Foi promovido para capitão em 1856.
Em 1857, Meade entrou para a missão liderada pelo tenente-coronel James Kearney nos Grandes Lagos. Ele completou os trabalhos no Lago Huron e comandou extensa parte no Lago Michigan. Em 1860 foi publicado o primeiro relatório detalhado sobre os Grandes Lagos.. Meade permaneceu com o grupo até 1861, quando estourou a Guerra Civil.

## Guerra Civil

### Primeiros comandos

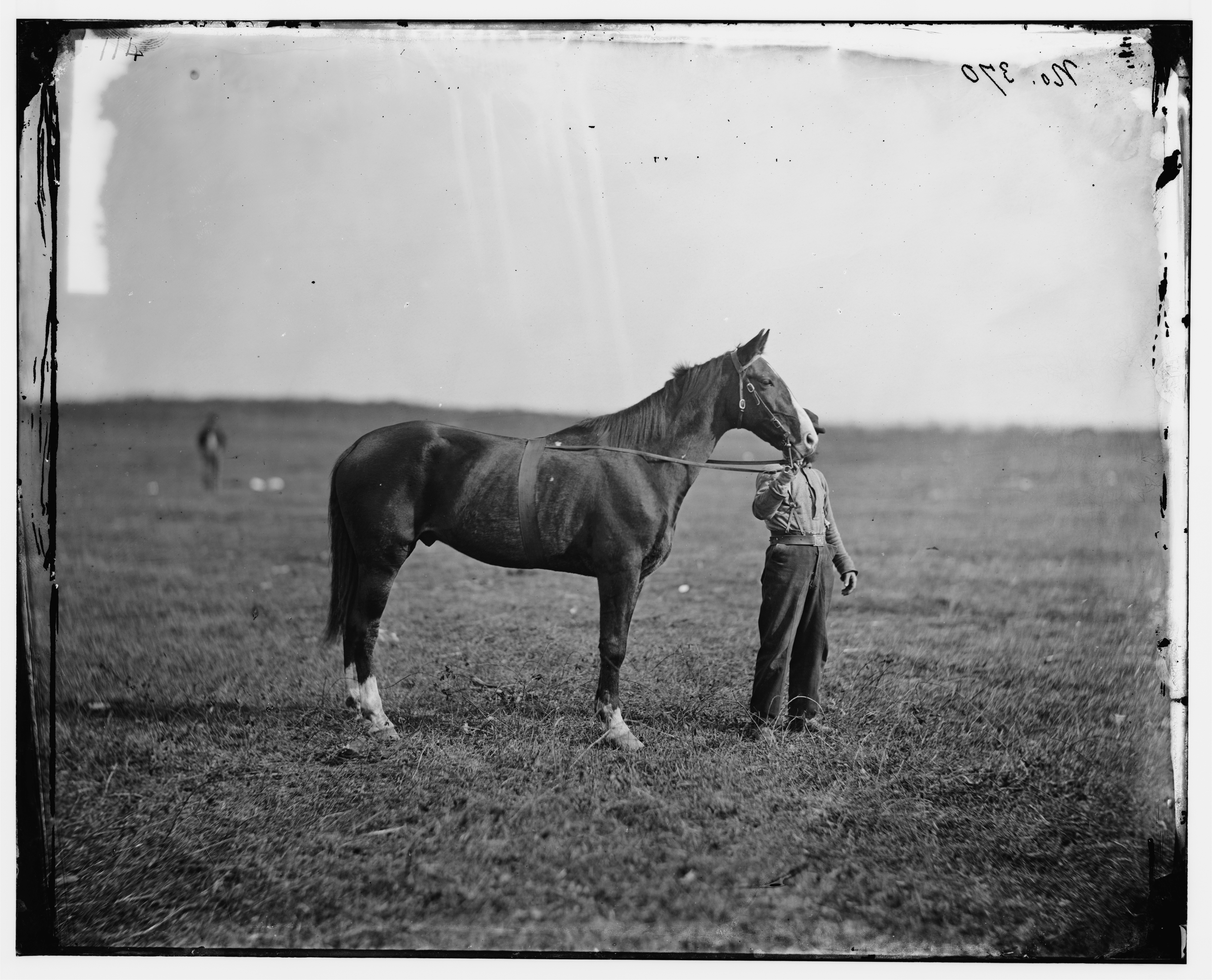
O cavalo do General Meade, Old Baldy.

Meade foi promovido para general de brigada dos voluntários em 31 de agosto de 1861, graças a recomendação do governador da Pensilvânia Andrew Curtin. Nesse comando ele iniciou a construção das defesas em torno de Washington, D.C.. Sua brigada se juntou a do Major-General George B. McClellan do Exército de Potomac na Campanha da Península. Na Batalha de Glendale, uma das Batalhas dos Sete Dias, Meade foi seriamente ferido no braço, costas e lateral do corpo. Ele se recuperou parcialmente a tempo de participar da Campanha do Nordeste da Virgínia e da Segunda Batalha de Bull Run, em que ele liderou sua brigada, agora pertencente ao Exército da Virgínia comandado pelo Maj. Gen. Irvin McDowell. Sua brigada se destacou em Henry House Hill, quando protegeu a retaguarda da retirada das tropas da União. No começo da Campanha do Maryland, poucos dias depois, Meade recebeu o comando de uma divisão do Exército de Potomac, que se destacou na Batalha de South Mountain. Na Batalha de Antietam, Meade substituiu o ferido Joseph Hooker no comando das tropas, escolhido pessoalmente por McClellan dentre seus generais. Ele foi bem em Antietam mas foi novamente ferido

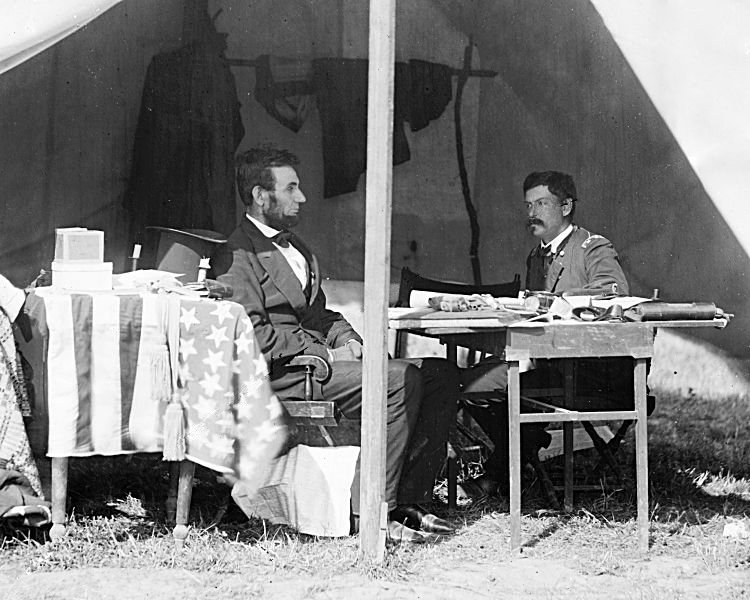
Presidente Lincoln e o general George B. McClellan proximo a Batalha de Antietam em 3 de outubro de 1862. Fotografia de Alexander Gardner

Pela atuação na Batalha de Fredericksburg, Meade foi promovido a major-general dos voluntários em 29 de novembro de 1862. Ele voltou a liderar tropas na Batalha de Chancellorsville na primavera seguinte. O General Hooker, que era o comandante do Exercito de Potomac, tinha grandes planos de ofensiva para a campanha, mas se mostrara tímido na execução, permitindo que os confederados tomassem a iniciativa. As tropas de Meade foram deixadas na reserva, o que contribuiu para a derrota da União.

### Exército de Potomac e Gettysburg

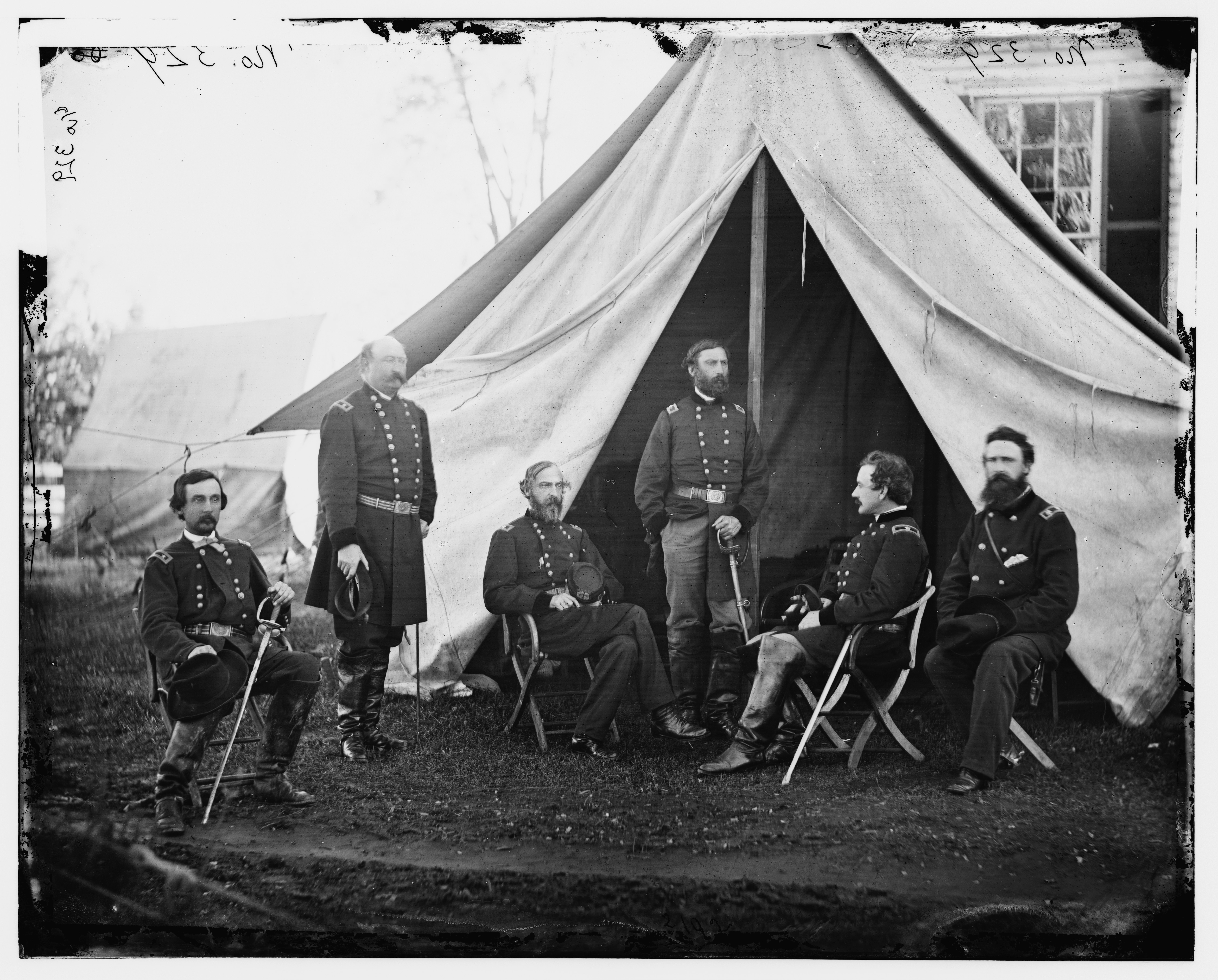
Comando do Exército do Potomac, Governador K. Warren, William H. French, George G. Meade, Henry J. Hunt, Andrew A. Humphreys e George Sykes em setembro de 1863.

Hooker renunciou do comando do Potomac enquanto pressionava Lee na Campanha de Gettysburg. Nas primeiras horas da manhã de 28 de junho de 1863, uma mensagem presidencial indicou o surpreso Meade para substituir Hooker. Na verdade, ele não fora a primeira escolha do presidente. Era John F. Reynolds que não quis o cargo. Reynolds morreria no primeiro dia da Batalha de Gettysburg.
Meade assumiu o comando em Prospect Hall, Frederick, Maryland.. O Exército do Nordeste da Virgínia de Lee invadira a Pensilvânia e Meade pouco conhecia sobre a disposição de boa parte do seu exército. Três dias depois ele confrontaria Lee na Batalha de Gettysburg, de 1 de julho a 3 de julho de 1863, considerada um momento-chave da Guerra Civil. A batalha começou quase por acidente, como resultado de um encontro entre a Infantaria Confederada e a Cavalaria da União. No final do primeiro dia, dois batalhões da Infantaria legalista estavam destruídos, mas as tropas alcançaram posições mais favoráveis. Meade posicionou o que sobrou do exercito de forma defensiva até que conseguiu deter Lee em seu desastroso avanço conhecido como "O assalto de Pickett", nome de um dos generais confederados.
Durante os três dias, Meade fez excelente uso dos subordinados, os majores-generais John F. Reynolds e Winfield S. Hancock. Mas outros oficiais ligados a Hooker, causariam dificuldades posteriores, questionando seu comando e sua coragem. Como o major-general Daniel Sickles e Daniel Butterfield, chefe do comando de Meade. As insubordinações de Sickles quase fizeram a União perder a batalha e talvez a guerra. Os republicanos radicais da Junta do Congresso tentaram retirar o comando de Meade, mas não conseguiram.
Com severas baixas em Gettysburg, o exército do General Lee se retirou para a Virginia. Meade foi criticado pelo Presidente Lincoln e outros por não perseguir os confederados durante a retirada. Lincoln acreditava que havia sido perdida uma grande oportunidade para o fim da guerra. Apesar disso, Meade foi promovido para general de brigada do Exército Regular da União e recebeu congratulações do Congresso.
Ainda em 1863, durante as Campanhas de Bristoe e Campanhas de Mine Run, Meade mostrou relutância em atacar posições de trincheiras.

### Meade e Grant
Quando o Tenente-General Ulysses S. Grant foi indicado para o comando geral de todos os exércitos da União em março de 1864, Meade ofereceu sua renúncia, mas Grant a recusou. Contudo, Meade e o Exército de Potomac ficaram sob o controle direto de Grant, pois ele montaria seu quartel-general junto ao de Meade pelo restante da guerra.
Meade e Grant mantiveram várias discordâncias. Muitas das baixas sofridas pelo exército de Meade durante a sangrenta Campanha de Overland decorreram das ordens de Grant, na tentativa de cercar Lee em volta de Petersburg, onde Grant tinha a iniciativa. Grant também apoiou a ofensiva agressiva de Sheridan contra a cavalaria confederada em Richmond, quando Meade insistia em formações tradicionais mais cautelosas.

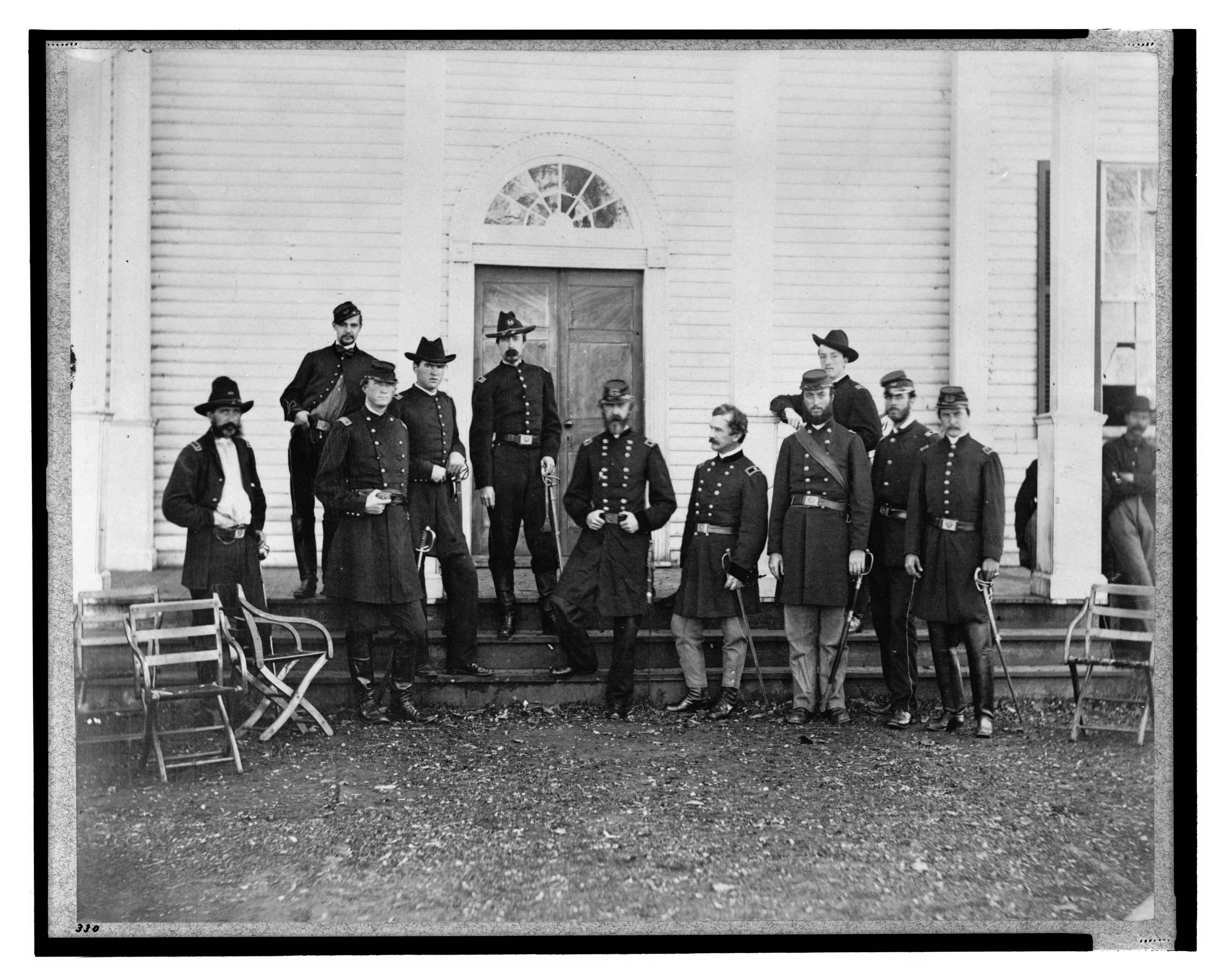
Generais George G. Meade, Andrew A. Humphreys e o comando em Culpeper, Virginia, quartel-general de Meade em 1863.

Durante a Batalha de Cold Harbor, Meade não supervisionou adequadamente suas tropas e contribuiu para um desastroso assalto frontal. Ele aprovara o plano do major-general Ambrose Burnside de colocar explosivos em poços de mineração que estavam abaixo da linha confederada em Petersburg, mas no último minuto ele mudou de ideia. O resultado foi um dos maiores fiascos da guerra na Batalha de Crater.
Após Spotsylvania, Grant o indicou como major-general do Exército Regular. O Senado confirmou Sherman e Sheridan em 13 de janeiro de 1865, Meade em 1 de fevereiro. Mais tarde, Sheridan foi promovido a tenente-general em 4 de março de 1869, quando Grant era o presidente e Sherman assumiu o comando-geral do Exército. Na Campanha de Appomattox, Grant e Sheridan ficaram com a maior parte dos créditos pela vitória.
As decisões de comando do Exército de Potomac sob Meade sempre foram objeto de controvérsia. O general foi acusado de falta de agressividade e demonstrar relutância em muitas ocasiões. Muitos historiadores disseram que sua má reputação pública devia-se a pouca paciência, más relações com a imprensa, a sombra da figura de Grant e as controvérsias com Dan Sickles. Em trabalhos mais recentes, Meade receberia uma imagem mais positiva. As decisões de não assaltar frontalmente posições fortificadas foram estudadas e tiveram bons resultados durante a I Guerra Mundial.

## Carreira do pós-guerra
O General Meade foi para Fairmount Park na Pensilvânia de 1866 até a data da sua morte. Ele chefiou vários comandos militares, incluindo a Divisão Militar do Atlântico, o Departamento do Leste e o Departamento do Sul.Ele substituiu o Maj. Gen. John Pope como o governador responsável pela reconstrução de Atlanta, Geórgia em 10 de janeiro de 1868. Ele recebeu um título honorário da Universidade de Harvard e seus trabalhos científicos foram reconhecidos por várias instituições, incluindo a American Philosophical Society e a Academia de Ciências Naturais da Filadélfia.
Meade morreu na Filadélfia de complicações de antigos ferimentos agravados por uma pneumonia e foi enterrado no Cemitério Laurel Hill.

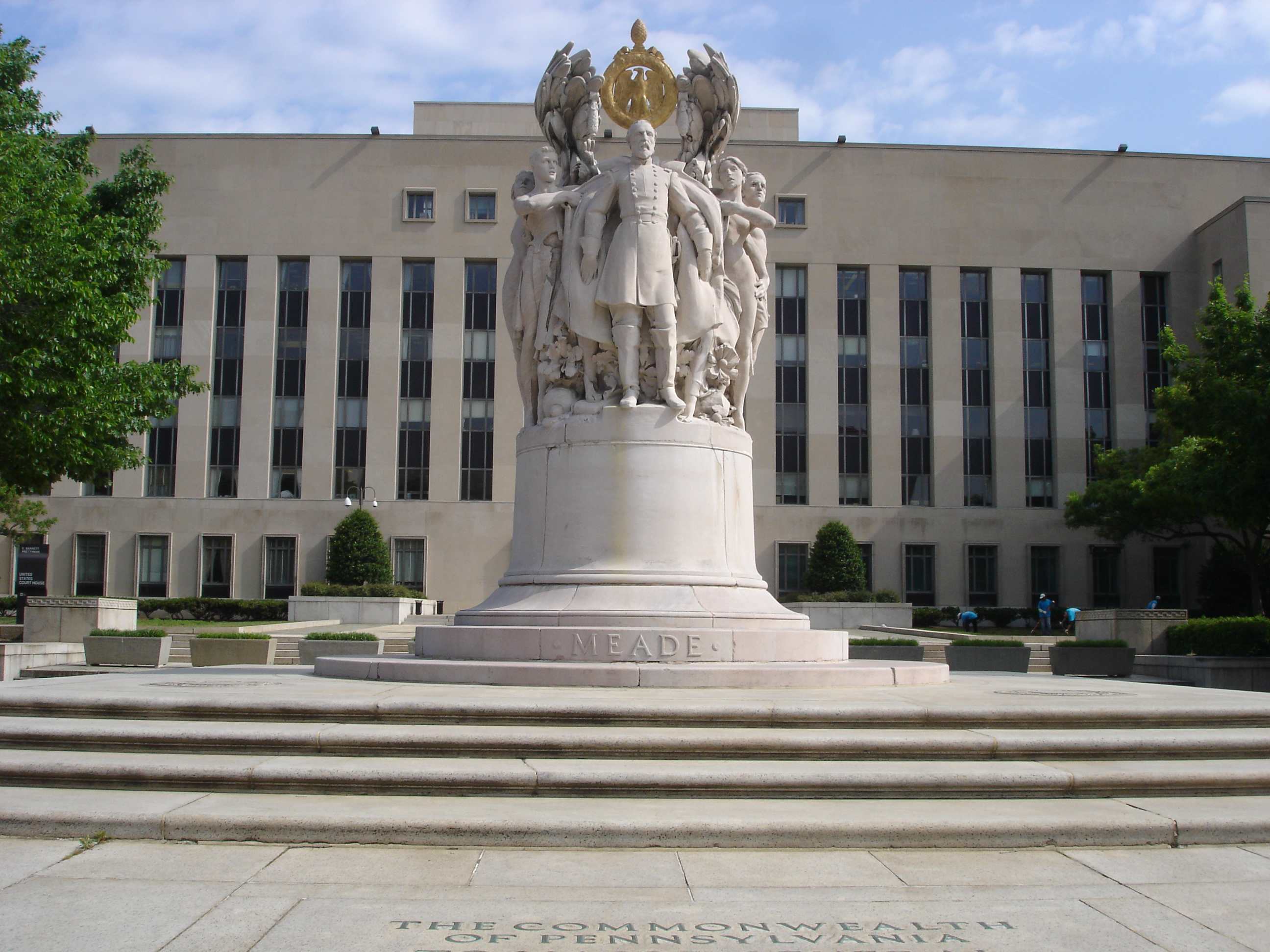
Estátua do general Meade na frente da Corte Federal de The E. Barrett Prettyman

## Na cultura popular
No filme Gettysburg, adaptação de Michael Shaara da novela The Killer Angels, Meade foi interpretado por Richard Anderson. Outros filmes, programas de televisão e aparições em vídeo:
- The Dramatic Life of Abraham Lincoln (1924) — Alfred Allen
- Virginia City (1940) — Thurston Hall
- The Blue and the Gray (TV) 1982 — Rory Calhoun
- An American Story (TV) (1992) — Brad Johnson
- Gettysburg: Three Days of Destiny (2004) — Andy Waskie
- Battlefield Detectives (TV) (2004) — Mike Brown
- No Retreat from Destiny: The Battle That Rescued Washington (2006) — Paul Bugelski[20]

Meade é um personagem na novela Gettysburg, de Newt Gingrich e William Forstchen, que conta uma história alternativa.

## Outras
- Cleaves, Freeman, Meade of Gettysburg, University of Oklahoma Press, 1991, ISBN 0-8061-2298-6.
- Meade, George Gordon (posthumous), The Life and Letters of George Gordon Meade, Major-General United States Army, Charles Scribner's Sons, 1913.
- Sears, Stephen W., Gettysburg, Houghton Mifflin, 2003, ISBN 0-395-86761-4.